# Washington (Massachusetts)
Washington – miasto w Stanach Zjednoczonych, w stanie Massachusetts, w hrabstwie Berkshire.